# Campionato Sammarinese 1990-1991

## Classifica
|                       |     | Classifica 1990-91 | Pt | G  | V  | N | P  | GF | GS | DR  |
| --------------------- | --- | ------------------ | -- | -- | -- | - | -- | -- | -- | --- |
|                       | 1.  | Tre Fiori          | 26 | 18 | 11 | 4 | 3  | 34 | 18 | +16 |
|                       | 2.  | Montevito          | 23 | 18 | 9  | 5 | 4  | 32 | 22 | +10 |
| San Marino (bandiera) | 3.  | Faetano            | 22 | 18 | 9  | 4 | 5  | 36 | 22 | +14 |
|                       | 4.  | Folgore            | 22 | 18 | 8  | 6 | 4  | 23 | 17 | +6  |
|                       | 5.  | Domagnano          | 21 | 18 | 8  | 5 | 5  | 35 | 19 | +16 |
|                       | 6.  | Cosmos             | 20 | 18 | 7  | 6 | 5  | 30 | 26 | +4  |
|                       | 7.  | Libertas           | 17 | 18 | 4  | 9 | 5  | 21 | 22 | -1  |
|                       | 8.  | Murata             | 15 | 18 | 3  | 9 | 6  | 22 | 30 | -8  |
|                       | 9.  | La Fiorita         | 7  | 18 | 2  | 3 | 13 | 16 | 46 | -30 |
|                       | 10. | Virtus             | 7  | 18 | 1  | 5 | 12 | 22 | 49 | -27 |

## Play-off
Ai play-off si qualificano le prime quattro squadre del girone e la vincitrice della serie A2.
- Primo Turno: si sfidano tra loro la terza e la quarta del girone e la seconda del girone e la neopromossa.

A)  Faetano -  Folgore 3 - 0
B)  Montevito -  Juvenes 2 - 4
- Secondo Turno: si affrontano fra di loro le vincenti e le perdenti del primo turno.

C)  Folgore -  Montevito 0 - 1 Folgore/Falciano eliminato con due sconfitte.
D)  Faetano -  Juvenes 2 - 1
- Terzo Turno: si sfidano tra loro le squadre che hanno perso almeno una partita e la prima classificata contro la vincente della partita D. In quest'ultima chi vince approda in finale, chi perde in semifinale contro la vincente dell'altra partita.

E)  Juvenes -  Montevito 2 - 1 Montevito eliminato con due sconfitte
F)  Tre Fiori -  Faetano 4 - 1
- Semifinale

I)  Faetano -  Juvenes 3 - 1
- Finale:

L)   Faetano -  Tre Fiori 1 - 0 / La squadra vincitrice del torneo è stato il Faetano.